# Костянтин I (король Шотландії)
Костянтин I (? — 877) — король Шотландії у 862–877 роках, боровся з нападами норманів.

## Життєпис
Походив з династії МакАльпінів. Син Кеннета I, короля Альби та піктів. Про дату народження та молоді роки Костянтина нічого не відомо. У 862 році після смерті дядька Дональда став новим королем.
Практично відразу зіткнувся з численними атаками своїх земель з боку норманських та данських загонів. У 866 році йому вдалося відбити першу атаку. Проте протягом 870–871 років дани на чолі з Іваром Безкосним та іншими вождями здійснили низку атак на землі короля Костянтина I, в результаті чого останній змушений був відкупитися значними коштами. У 873 році, після смерті Івара на деякий час напади припинилися.
Втім у 877 році, порушуючи угоди про мир, вікінги раптово атакували Шотландію й у битві при Файф Нессі розбили армію Костянтина I, захопивши того у полон. Незабаром короля було страчено.

## Родина
син Дональд (д/н—900)